# Denim & Rhinestones
Denim & Rhinestones (с англ. — «Джинсовая ткань и стразы») — девятый студийный альбом американской кантри-певицы Кэрри Андервуд. Релиз в Северной Америке состоялся 10 июня 2022 года, спродюсировали его сама певица и Дэвид Гарсия, который помогал ей на восьмом и шестом студийных дисках, My Savior и Cry Pretty, соответственно.
Обложка и дата выпуска альбома были впервые раскрыты 7 апреля 2022 года. На следующий день Андервуд опубликовала трек-лист альбома в социальных сетях. Альбом содержит двенадцать треков, одиннадцать из которых были написаны в соавторстве с Андервудом.

## История
18 марта 2022 года Андервуд впервые рассказала об атмосфере альбома, сказав: «Я чувствую, что люди услышат всё и [получат] немного тёплых чувств, и надеюсь, что это просто доставит людям удовольствие от прослушивания. Это альбом в стиле „пойте в свою расчёску, в своём доме, в своей комнате“». Позже она уточнила, сказав: «Когда я пришла, чтобы начать работу над этим альбомом, у меня было такое: что ты хочешь делать? Мой сопродюсер и соавтор Дэвид Гарсия спросил: «Что ты хочешь делать?». И я сказала: «Я просто хочу повеселиться»».
В апреле 2022 года Андервуд рассказала о заглавной композиции альбома: «Песня „Denim & Rhinestones“ очень весёлая, с немного ретро-вибрацией — мы просто сочетаемся вместе, как сладкий чай и лимон, как джинсовая ткань и стразы. У вас есть вещи, которые прекрасны сами по себе, а потом вы соединяете их вместе, и они просто подходят друг другу. Вот как этот альбом».
Когда трейлер альбома вышел в эфир 8 апреля 2022 года, Андервуд сказал: «На этом альбоме мы охватили много тем. У нас много песен, которые немного отсылают к прошлому, но при этом они звучат очень свежо. Я выросла, слушая так много разной музыки, и это очень заметно в этой работе. Все эти музыкальные влияния находятся во мне и пытаются выйти наружу, и я просто решил в этот раз не мешать им. Я думаю, что весь этот альбом в итоге стал большим отражением меня как личности и как артиста». Когда его спросили о заглавном сингле «Ghost Story», Андервуд похвалила авторов песен Джоша Кира, Хиллари Линдси и Дэвида Гарсию, сказав: «Они такие талантливые, удивительные авторы песен, которые так хорошо меня знают. Когда я впервые услышала эту песню, я поняла, что должна её записать».

## Продвижение
Ведущий сингл альбома «Ghost Story» вышел в цифровом формате 18 марта 2022 года. Адндервуд впервые исполнила эту песню 3 апреля 2022 года во время церемония награждения Grammy Awards. Андервуд повторно исполнила "Ghost Story"на церемонии 2022 CMT Music Awards, которая прошла 11 апреля.
Титульный альбомный трек, «Denim & Rhinestones», вышел 8 апреля 2022 года в качестве первого промосингла, вместе с лирик-видео. Другой промосингл, названный «Crazy Angels», вышел 22 апреля 2022 года.
Андервуд представила два промосингла, а также «Ghost Story», во время её участия в фестивале Stagecoach Festival 30 апреля.
Третий промосингл, «She Don’t Know», стал доступен по стримингу 20 мая.
9 июня Андервуд дала концерт в исторической Bell Tower Нашвилла с новыми песнями из альбома. 10 июня она исполнила две новые песни на шоу Good Morning America. В течение недели CMA Music Festival 2022 года для публики открылась выставка под названием The Denim & Rhinestones Experience. На выставке представлены «интерактивные фотоинсталляции, витрины гардероба и розничный бутик, посвященный музыке Denim & Rhinestones». 11 июня Андервуд стал хедлайнером, закрывающим фестиваль CMA Music Fest, с участием примерно 64,000 зрителей.
14 июня 2022 года она исполнила песню «Pink Champagne» на телешоу The Tonight Show.

### Тур
16 мая 2022 года Андервуд анонсировала Denim & Rhinestones Tour с участием в качестве специального гостя Джимми Аллена. Тур должен начаться 15 октября 2022 года в Гринвилле (Южная Каролина) и финиширует 17 марта в Сиэтле (штат Вашингтон).

## Отзывы
| Оценки критиков     | Оценки критиков |
| Источник            | Оценка          |
| ------------------- | --------------- |
| AllMusic            | [ 1 ]           |
| Entertainment Focus | [ 25 ]          |
| Outsider            | положительная   |
| Riff                | [ 27 ]          |
| The Nash News       | положительная   |

Альбом Denim & Rhinestones получил положительные отзывы музыкальной критики и интернет-изданий.
Стивен Томас Эрлевайн из AllMusic присвоил ему 4 звезды и написал: «Это альбом, где блестящие поверхности отполированы так блестяще, что ослепляют». Такая экстравагантность идёт Андервуд, которая продолжает демонстрировать виртуозное чувство контроля как вокалистка, способная выжимать мелодраму из пауэр-баллад, но при этом звучать вызывающе в арена-филлерах и казаться убедительно нежной в более сладких мелодиях. Несмотря на этот дар, лучшие моменты на «Denim & Rhinestones» — это те, которые не содержат никаких тонкостей: перегруженные перепады 80-х в «Crazy Angels», настойчивое издевательство припева в «Hate My Heart», кипучая жизнерадостность «Pink Champagne», преувеличенный ретро-хилл в «Wanted Woman» и дух 80-х в «Denim & Rhinestones».
Entertainment Focus присудил альбому 4,5 звезды и написал: «Denim & Rhinestones не воспринимает себя серьёзно; иногда нам просто нужно встряхнуться от плохих отношений, взять своих приятелей и отправиться на поиски хорошего времяпрепровождения», также добавив: «Выделяющимися песнями на альбоме являются домашняя баллада „Burn“, песня-предупреждение „Poor Everybody Else“ и „Wanted Woman“, благодаря названию, отсылающему к вестерну, и зажигательному электронному танцевальному направлению».
Outsider дал положительную оценку, написав: «Denim & Rhinestones — это как Carnival Ride или Some Hearts, но выдержанный, как прекрасное вино. Воистину, это начало блестящей, сверкающей, ослепительной эры для Кэрри Андервуд и её поклонников». Журнал Riff дал положительную рецензию, написав: «Она заявила, что цель альбома — веселиться, и она веселится от души. Если бы лирика альбома не была настолько кантри, альбом действительно мог бы быть похож на рок-н-ролл». The Nash News дал положительную рецензию, написав: Denim & Rhinestones, кажется, объединяет все любимые влияния Андервуд: ритмичный поп, рок-н-ролл и кантри".

## Награды и номинации
American Music Awards 2022
| Год  | Номинируемая работа | Категория                | Результат |
| ---- | ------------------- | ------------------------ | --------- |
| 2022 | Denim & Rhinestones | Favorite Album — Country | Номинация |

People’s Choice Country Awards
| Год  | Номинируемая работа          | Категория              | Результат |
| ---- | ---------------------------- | ---------------------- | --------- |
| 2023 | The Denim & Rhinestones Tour | Tour Event of the Year | Номинация |

## Коммерческий успех
Denim & Rhinestones дебютировал на десятом месте в основном американском хит-параде Billboard 200, имея тираж 31 000 альбомных единиц, включая 22 000 чистых продаж альбома. Это десятый диск Андервуд в top-10. Также он дебютировал на втором месте кантри-чарта Top Country Albums, став десятым альбомом в Топ-3 этого жанрового чарта

## Список композиций
| №                   | Название              | Автор(ы)                                                     | Длительность |
| ------------------- | --------------------- | ------------------------------------------------------------ | ------------ |
| 1.                  | «Denim & Rhinestones» | Кэрри Андервуд Хиллари Линдси Josh Kear Дэвид Гарсия [англ.] | 2:48         |
| 2.                  | «Velvet Heartbreak»   | Андервуд Гарсия Линдси                                       | 3:03         |
| 3.                  | «Ghost Story»         | Гарсия Линдси Kear                                           | 3:01         |
| 4.                  | «Hate My Heart»       | Андервуд Линдси Michael Hardy Гарсия                         | 3:03         |
| 5.                  | «Burn»                | Андервуд Линдси Гарсия Эшли Горли                            | 3:10         |
| 6.                  | «Crazy Angels»        | Андервуд Гарсия Lydia Vaughan                                | 2:36         |
| 7.                  | «Faster»              | Андервуд Линдси Гарсия                                       | 3:17         |
| 8.                  | «Pink Champagne»      | Андервуд Линдси Gorley Гарсия                                | 3:23         |
| 9.                  | «Wanted Woman»        | Андервуд Гарсия Josh Miller                                  | 3:19         |
| 10.                 | «Poor Everybody Else» | Андервуд Miller Chris DeStefano                              | 3:45         |
| 11.                 | «She Don't Know»      | Андервуд Линдси Гарсия                                       | 3:29         |
| 12.                 | «Garden»              | Андервуд Гарсия Miller                                       | 3:02         |
| Общая длительность: | Общая длительность:   | Общая длительность:                                          | 37:56        |

## Чарты
| Чарт (2022)                              | Высшая позиция |
| ---------------------------------------- | -------------- |
| Австралия (ARIA)                         | 21             |
| Австралия (Country Albums, ARIA)         | 1              |
| Канада (Canadian Albums Chart)           | 33             |
| Шотландия (Scottish Albums Chart)        | 40             |
| Великобритания (UK Country Albums Chart) | 1              |
| Великобритания (UK Digital Albums Chart) | 8              |
| США (Billboard 200)                      | 10             |
| США (Billboard Top Country Albums)       | 2              |